# Darcy Ribeiro
Darcy Ribeiro (* 26. Oktober 1922 in Montes Claros, Minas Gerais; † 17. Februar 1997 in Brasília) war ein brasilianischer Ethnologe, Kulturtheoretiker, Politiker, Pädagoge und Schriftsteller.

## Leben
Darcy Ribeiro zählte zu den wichtigsten Denkern Lateinamerikas im 20. Jahrhundert. Als Romanautor hat er die kreative Kraft der Literatur genutzt, um seine Einsichten in die Probleme der brasilianischen Gesellschaft komplex zu fiktionalisieren. Als Ethnologe machte er sich durch sein theoretisches Werk über die brasilianischen Indígenas und seine Theorie der langfristigen historischen Entwicklung einen Namen.
Vom 4. Januar 1962 bis zum 19. September 1962 war er Gründungsrektor der Universidade de Brasília (UnB). Bis zum Militärputsch von 1964 war er jahrelang in der Politik und Verwaltung Brasiliens tätig, unter anderem von 1962 bis 1963 als Bildungsminister; danach ging er ins Exil. Anfang der achtziger Jahre konnte er nach Brasilien zurückkehren. 1982 nahm er am West-Berliner Horizontefestival (Horizonte - Festival der Weltkulturen: Nr. 2, 1982) teil, das Lateinamerika gewidmet war, wo er mit dem späteren Präsidenten Brasiliens, Fernando Henrique Cardoso über die Zukunft seines Landes diskutierte. Einige Zeit später wurde er unter anderem Kultusminister in der Regierung des Bundesstaates Rio de Janeiro.
Den Zustand der lateinamerikanischen Gesellschaften fasste er gegenüber Octavio Paz ironisch zusammen:
„Wir sind die, die nicht mehr sind, was sie waren, ohne jene geworden zu sein, die wir sein könnten oder wollten. Da wir nicht wissen, wer wir waren, als wir unschuldig in ihnen [den Indios] waren, wissen wir, nichts über uns selbst wissend, noch weniger, wer wir sein werden.“ (Darcy Ribeiro: Wildes Utopia. Sehnsucht nach der verlorenen Unschuld. Frankfurt am Main 1986, S. 32).
Positiv formulierte er es so:
„In Tat und Wahrheit sind wir das neue Rom. Ein späteres und tropisches Rom. Brasilien ist bereits die größte neolateinische Nation, schon wegen seiner Bevölkerungszahl, und es ist auch im Begriff, dies dank seiner Kreativität in künstlerischer und kultureller Hinsicht zu werden. Notwendig ist nur noch, dies auch auf dem Gebiet der Technologie einer kommenden Zivilisation zu sein, um eine Wirtschaftsmacht von selbst verantwortetem Fortschritt zu werden. Wir befinden uns im Kampf, darauf hinzuwirken, dass eine neue Kultur aufblüht, mestizisch und tropisch, stolz auf sich selber. Heiterer, weil mehr erlitten. Besser, weil diese Kultur mehrere Menschheiten umfasst. Großzügiger, weil offen für ein Zusammenleben mit allen Rassen und allen Kulturen und weil sie sich in der schönsten und lichtvollsten Provinz unserer Erde befindet.“
Darcy Ribeiro warnte auch vor der Abholzung des Regenwaldes im Amazonasgebiet:
„Ich habe viel über mein Leben mit den Indigenen geschrieben, denn ich habe viel von ihnen gelernt. Und über den Amazonas, dieser von geradezu verrückten Produzenten ausgebeuteten Region. Sie wollen nicht begreifen, dass die Existenzgrundlage von vielen Millionen Brasilianern, die direkt vom Amazonas leben, durch die Vernichtung des Waldes zugunsten endloser Weideflächen und Kaffeeplantagen zerstört wird.“ (Interview 1990 nach einer Tagung im Berliner Haus der Kulturen der Welt).
Zu seiner Theorie über den zivilisatorischen Prozess siehe Zivilisatorischer Prozess nach Darcy Ribeiro.

## Werke (Auswahl)
Sachbücher
- Amerika und die Zivilisation. Die Ursachen der ungleichen Entwicklung der amerikanischen Völker („As Américas e Civilização“). Suhrkamp, Frankfurt/M. 1985, ISBN 3-518-57903-7.
- Unterentwicklung, Kultur und Zivilisation. Ungewöhnliche Versuche („Ensaios insólitos“). Suhrkamp, Frankfurt/M. 1980, ISBN 3-518-11018-7.
- Der zivilisatorische Prozeß („O Processo Civilizatório“). Suhrkamp, Frankfurt/M. 1983, ISBN 3-518-28033-3.

Belletristik
- Maíra. Roman („Maíra'“). Suhrkamp, Frankfurt/M. 1982, ISBN 3-518-37309-9.
- Mula. Roman („Mula de O, a aonde você está indo?“). 1992.
- Mulo. Roman („O Mulo“). Ammann, Zürich 1990, ISBN 3-250-10142-7.
- Wildes Utopia. Sehnsucht und die verlorene Unschuld; eine Fabel („Utopia selvagem“). Suhrkamp, Frankfurt/M. 1986, ISBN 3-518-11354-2